# Filziges Herzgespann
Das Filzige Herzgespann (Chaiturus marrubiastrum), auch Andorn-Herzgespann, Andorn-Löwenschwanz, Falscher Andorn oder Katzenschwanz genannt, ist die einzige Art der Pflanzengattung Chaiturus innerhalb der Familie der Lippenblütler (Lamiaceae).

## Beschreibung

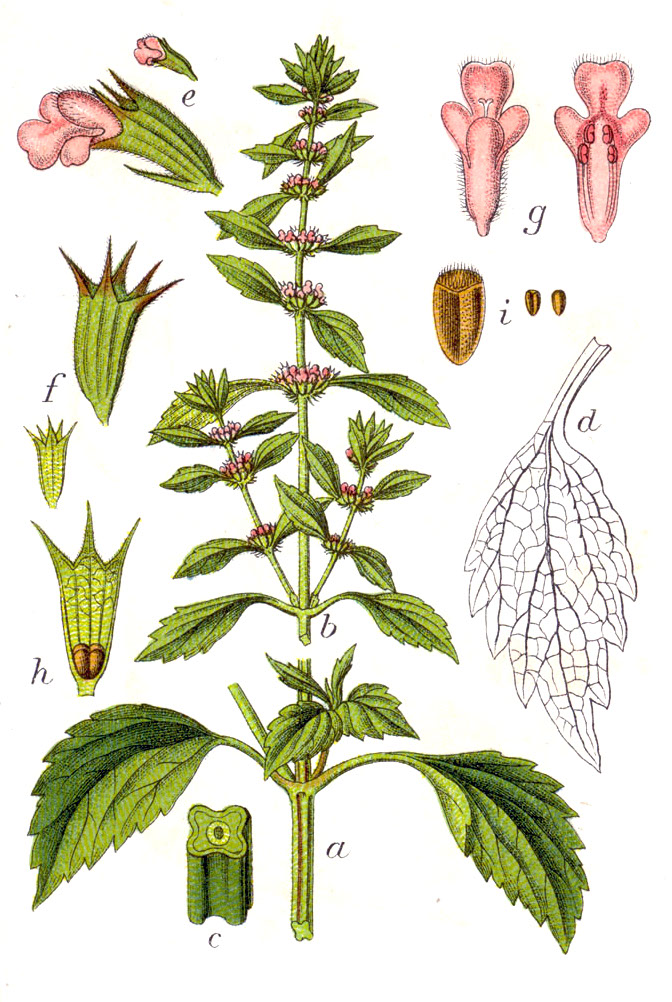
Illustration

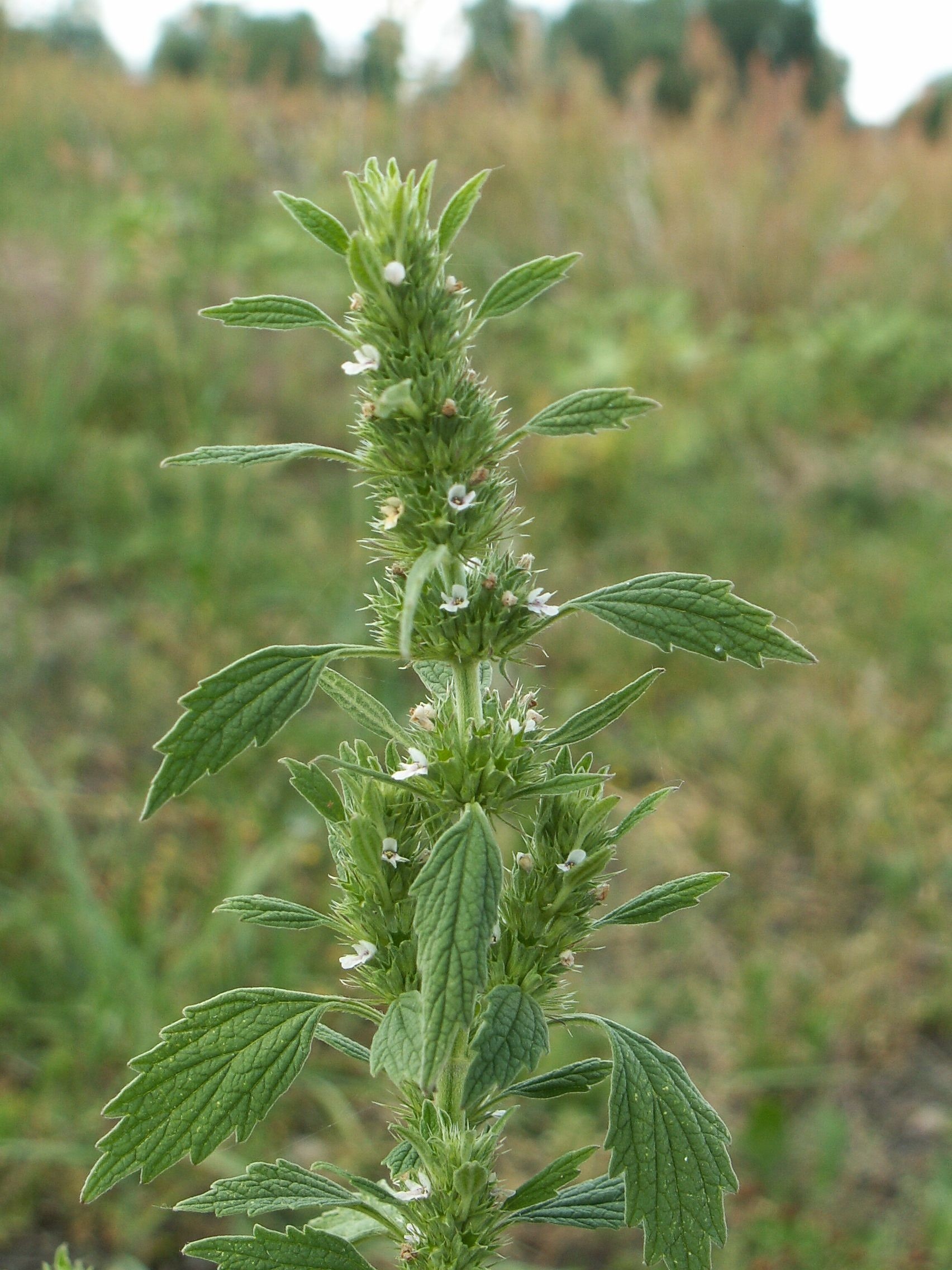
Blütenstand

### Vegetative Merkmale
Das Filzige Herzgespann ist eine zweijährige, seltener einjährige krautige Pflanze, die Wuchshöhen von 50 bis 100, selten bis zu 200 Zentimetern erreicht. Ihre einfachen oder verzweigten Stängel sind derb, schwach flaumig behaart oder kahl.
Die gegenständig am Stängel angeordneten Laubblätter sind in Blattstiel und -spreite gegliedert. Die einfachen Blattspreiten sind alle in einen kurzen Stiel verschmälert, sie sind bei einer Länge von etwa 4 Zentimetern sowie bei einer Breite von etwa 1 Zentimeter eiförmig-lanzettlich. Ihr Blattrand besitzt auf beiden Seiten des Hauptnerv wenige und grobe Sägezähne. Die Blattoberseite ist fast kahl und die -unterseite schwach grau flaumig behaart sowie stark hervortretende Bogennerven. Die obersten Hochblätter sind lanzettlich und oft ganzrandig.

### Generative Merkmale
Die Blütezeit reicht von Juli bis August. Bis zu zehn und mehr Scheinquirle stehen übereinander. Diese Blütenquirle sind durch 3 bis 5 Zentimeter lange Internodien getrennt und haben dornige herabgebogene Deckblätter. Jeweils bis zu Blüten stehen dicht in bei einem Durchmesser von bis zu 1,5 Zentimetern kugeligen Scheinquirlen zusammen.
Die zwittrige Blüte ist zygomorph mit doppelter Blütenhülle. Der drüsig flaumige behaarte Kelch ist bei einer Länge von 6 bis 7 Millimeter röhrig-glockig mit zehn undeutlichen Nerven und mit dreieckigen, in starr auswärts abstehende Grannen auslaufende Kelchzähne. Die zweilippige Blütenkrone ist kürzer oder nur wenig länger als der Kelch; sie ist bleich-rosafarben und flaumig behaart. Die Oberlippe erreicht meist die Spitzen der Kelchzähne nicht. Die Blütenröhre ist gerade und ohne Haarkranz. Die Oberlippe ist deutlich gewölbt, die Unterlippe ist in drei gleichartige Zipfel gespalten. Die Staubblätter ragen aus dem Kronschlund kaum hervor.
Die Klausen sind etwa 2 Millimeter lang, schwarz und oben behaart.

### Chromosomensatz
Die Chromosomengrundzahl beträgt x = 12; es liegt Diploidie mit einer Chromosomenzahl von 2n = 24 vor.

## Vorkommen und Gefährdung
Das Filzige Herzgespann ist von Europa bis Xinjiang verbreitet. Es gibt ursprüngliche Fundangaben von Spanien, Deutschland, Italien, Polen, der früheren Tschechoslowakei, Österreich, dem früheren Jugoslawien, Griechenland, Bulgarien, Rumänien, Belarus, der Ukraine, Russland, der Türkei, dem Kaukasusraum, Kasachstan, Kirgisistan, Usbekistan und Xinjiang.
In der Roten Liste der gefährdeten Pflanzenarten nach Metzing et al. 2018 ist das Filzige Herzgespann in Gefährdungskategorie 3 und gilt als gefährdet. Dies ist eine Verschlechterung der Einstufung gegenüber der Roten Liste nach Korneck et. al. 1998, beispielsweise da ein mäßiger Rückgang erfolgt.
Es ist eine „Stromtalpflanze“ (mit Bindung an Stromtäler).
Das Filzige Herzgespann gedeiht in Mitteleuropa an Wegen, auf Schuttplätzen, an Waldrändern auf sommerwarmen, frischen, meist kalkreichen Lehm- oder Tonböden. Sie kommt vor allem in Pflanzengesellschaften des Verbands Senecion fluviatilis, auch in Gesellschaften der Ordnung Convolvuletalia oder der Klasse Artemisietea vor.

## Ökologie
Bei den Blüten findet sowohl Selbstbestäubung als auch Bestäubung durch Bienen und Hummeln statt.

## Taxonomie
Die Erstveröffentlichung erfolgte 1753 unter dem Namen (Basionym) Leonurus marrubiastrum durch Carl von Linné in Species Plantarum, Tomus II, Seite 584. Das Artepitheton marrubiastrum bedeutet „falscher Andorn“. Die Neukombination zu Chaiturus marrubiastrum (L.) Ehrh. ex Rchb. wurde 1831 durch Jakob Friedrich Ehrhart in Ludwig Reichenbachs Flora germanica excursoria, Seite 317 veröffentlicht. Weitere Synonyme für Chaiturus marrubiastrum (L.) Ehrh. ex Rchb. sind: Cardiaca marrubiastrum (L.) Schreb., Chaiturus leonuroides Willd., Leonurus parviflorus Salisb., Leonurus marrubifolius St.-Lag., Chaiturus marrubifolius St.-Lag.